# Тувалу на Светском првенству у атлетици на отвореном 2022.
Тувалу је учествовао на 18. Светском првенству у атлетици на отвореном 2022. одржаном у Јуџину  од 15. до 25. јула шести пут. Репрезентацију Тувалу представљао је један такмичар који се такмичио у трци на 100 метара.,.
На овом првенству такмичар Тувале није освојио ниједну медаљу, али је остварио најбољи резултат у 2022. години.

## Учесници
Мушкарци:
- Карало Хепоителото Мајбука — 100 м

## Резултати

### Мушкарци
| Атлетичар                  | Дисциплина | Лични рекорд | Предтакмичење | Предтакмичење | Квалификације        | Квалификације        | Полуфинале           | Полуфинале           | Финале               | Финале       | Детаљи |
| Атлетичар                  | Дисциплина | Лични рекорд | Резултат      | Место         | Резултат             | Место                | Резултат             | Место                | Резултат             | Место        | Детаљи |
| -------------------------- | ---------- | ------------ | ------------- | ------------- | -------------------- | -------------------- | -------------------- | -------------------- | -------------------- | ------------ | ------ |
| Карало Хепоителото Мајбука | 100 м      | 11,42        | 11,46 ЛРС     | 4. у гр. 2    | Није се квалификовао | Није се квалификовао | Није се квалификовао | Није се квалификовао | Није се квалификовао | 19 / 67 (71) |        |